# تپه میر علی
تپه میر علی مربوط به مس و سنگ است و در شهرستان بروجرد، بخش مرکزی، دهستان دره صیدی، ۱ کیلومتری شمال غرب روستای سردره سرینجه واقع شده و این اثر در تاریخ ۲۲ اسفند ۱۳۸۵ با شمارهٔ ثبت ۱۸۱۹۵ به‌عنوان یکی از آثار ملی ایران به ثبت رسیده است.